# Juan Guillermo
Juan Guillermo (Las Palmas de Gran Canaria, 25 de junio de 1916 - Madrid, 1968) fue un pintor español, tradicionalmente asociado a la Escuela de Madrid. 

## Biografía
Nacido en el círculo de la sociedad acomodada de Las Palmas, cuando apenas tenía ocho años su familia se trasladó a París, donde tenían un negocio de exportación e importación de frutas. En la capital francesa estudió en el Liceo Michelet desde 1924 a 1935. Con 18 años obtuvo el  segundo premio de «Crayons Conté», su primer éxito artístico, por unas ilustraciones para cuentos. En París visitó los estudios de Pancho Cossío y Francisco Bores, y en el taller del estampador Raymond Maurice aprendió la técnica del grabado. En 1935 regresa a Las Palmas, donde visita asiduamente al maestro Néstor Martín. Al estallar la guerra civil española fue inicialmente movilizado, pero una lesión ocular le apartó del frente, quedando así destinado a tareas de cartería y dibujo en retaguardia.
En 1940 se trasladó a Madrid, donde inicialmente recibe la influencia del pintor cubano de origen gomero José Aguiar, y tres años después presenta su primera individual. A partir de 1950, su amistad con Redondela le vincula a la Escuela de Madrid, en cuyas colectivas tomará parte a lo largo de toda esa década. Contrajo matrimonio con Carmen F.Calzada el año 1953 en Madrid, donde vivió hasta su fallecimiento en 
1968.
Estilísticamente, la obra de Juan Guillermo tiene resonancias de Cezanne, Vázquez Díaz y Rafael Zabaleta. Como este último, desarrolló en su etapa más madura la temática campesina, en su caso asociada a la localidad alcarreña de Jadraque.
Su obra está representada en el Centro de Arte Reina Sofía,  el Museo de Bellas Artes de Bilbao, el museo del "Lycée Michelet" de París y en la Casa de 
Colón de Las Palmas. Colecciones con obra abundante: la del Hotel Hilton de Madrid (48 obras) y la colección Hostal de Santiago de Compostela (44 obras).

## Principales exposiciones y premios
- 1940: Primera exposición individual en la galería "Canaria" de Las Palmas de Gran Canaria.
- 1952: tercera medalla en la Exposición Nacional de Bellas Artes.
- 1953: Participa en el "Homenaje a Vázquez Díaz", en el Museo de Arte Contemporáneo de Madrid.
- 1955: accésit en el Concurso Nacional de Pintura.
- 1956 y 1960: en la Dirección General de Bellas Artes de Madrid.
- 1957: Ateneo de Barcelona.
- 1960: Museo de Arte Moderno de Bilbao.
- 1965: última exposición individual en el Ateneo de Madrid.
- 1968: Exposición antológica y homenaje póstumo del Ayuntamiento de Las Palmas de Gran Canaria.
- Colectivas fuera de España: Buenos Aires (1947), El Cairo y Lima (1950), Santiago de Chile y París (1953), La Habana (1954), Ginebra (1956), Bruselas (1958), Bienal de Sáo Paulo.